# Antigone (album)
Antigone är det tyska melodisk death metal-bandet Heaven Shall Burns tredje studioalbum, utgivet i april 2004 på Century Media Records (bandets första album på detta bolag) och i april 2005 i Japan.
Albumet spelades delvis in på Island. Den isländske musikern Ólafur Arnalds komponerade de instrumentala styckena.  Bandets framtide gitarrist Alexander Dietz bidrog med gästsång. Antigone var gruppens sista skiva med gitarristen Patrick Schleitzer. En musikvideo spelades in till "The Weapon They Fear". Låten inspirerades av den chilenske musikern och aktivisten Victor Jara. 

## Låtlista
1. "Echoes" (Intro) (instrumental) – 1:29
2. "The Weapon They Fear" – 4:38
3. "The Only Truth" – 4:30
4. "Architects of the Apocalypse" – 4:01
5. "Voice of the Voiceless" – 4:53
6. "Numbing the Pain" – 5:36
7. "To Harvest the Storm" – 4:45
8. "Rìsandi von" (Outro) (instrumental) – 1:31
9. "Bleeding to Death" – 4:15
10. "Tree of Freedom" – 4:50
11. "The Dream Is Dead" – 4:42
12. "Deyjandi von" (Outro) (instrumental) – 3:38

Bonusspår på den japanska utgåvan
1. "Dislocation" (Disembodied-cover) – 3:34
2. "Not My God" (Hate Squad-cover) – 3:56
3. "Straßenkampf" (Die Skeptiker-cover) – 2:03

## Medverkande
Musiker
- Marcus Bischoff – sång
- Maik Weichert – gitarr
- Patrick Schleitzer – gitarr
- Eric Bischoff – basgitarr
- Matthias Voigt – trummor

Bidragande musiker
- Thordur Gudmundur Herrmannson – cello
- Greta Salóme Stefánsdóttir – violin
- Ólafur Arnalds – strängarrangemang, keyboard, samples
- Alexander Dietz – sång
- Patrick W. Engel – gitarr, trummor, sång, basgitarr
- Ralf Müller – keyboard, piano

Produktion
- Patrick W. Engel – producent
- Ólafur Arnalds – producent, inspelningstekniker
- Ralf Müller – inspelningstekniker
- Kai Tenneberg – inspelningstekniker
- Tue Madsen – mixning, mastering
- Spiros Antoniou – omslagskonst, albumkonst
- Stefan Luedicke – layout
- Stefan Wibbeke – layout
- Simon Büttner – foto